# Premio del National Board of Review 1943
Los 15° Premios del National Board of Review fueron anunciados en 1943.

## 10 mejores películas
- The Ox-Bow Incident (Conciencias muertas)
- Watch on the Rhine (Una lágrima y un suspiro / Alarma en el Rhin)
- Air Force (Conta el sol naciente / El bombardero heroico)
- Holy Matrimony (¡Qué luna de miel! / Sagrado Matrimonio)
- The Hard Way (Una mujer perdida)
- Casablanca
- Lassie Come Home (La cadena invisible)
- Bataan (La patrulla de Batán / Batán)
- The Moon Is Down (Se ha puesto la luna)
- Next of Kin

## Mejores documentales
- Battle of Rusia
- Desert Victory
- Prelude to War
- Saludos Amigos
- The Silent Village

## Ganadores
Mejor película
- The Ox-Bow Incident (Conciencias muertas)